# 670744 Karsh
670744 Karsh è un asteroide della fascia principale. Scoperto nel 1997, presenta un'orbita caratterizzata da un semiasse maggiore pari a 2,630849 UA e da un'eccentricità di 0,142450, inclinata di 18,917347° rispetto all'eclittica.
L'asteroide ricorda i fratelli Yousuf e Malak Karsh, celebri fotografi canadesi di origine armena.